# Une chasse aux nègres-marrons
Une chasse aux nègres-marrons est un texte littéraire de Théodore Pavie paru en langue française dans la Revue des deux Mondes le 1er avril 1845. Œuvre parmi les plus connues de son auteur, elle traite d'une excursion botanique à laquelle il prit part dans les Hauts de Saint-Benoît, une localité de l'île du sud-ouest de l'océan Indien alors appelée Bourbon et désormais connue sous le nom de La Réunion. Elle retrace une chasse aux esclaves marrons que Maurice, le guide, raconta à cette occasion à la faveur d'une halte de nuit dans un abri naturel appelé la grotte du Malgache. Elle fut réimprimée en 1853 avec onze autres récits de Pavie dans un recueil intitulé Scènes et récits des pays d'outremer, aux éditions Michel Lévy frères. Texte presque ethnologique d'un grand intérêt pour comprendre le phénomène du marronnage à Bourbon, elle a été rééditée en juillet 1996 aux éditions UDIR.

### Publications
- Théodore Pavie, « Une chasse aux nègres marrons », La Revue des deux Mondes, vol. 10,‎ 1er avril 1845, p. 5–33 (lire en ligne)
- Théodore Pavie, « Une chasse aux nègres-marrons », dans Scènes et récits des pays d'outremer, éd. Michel Lévy frères, 1853, 472 p., p. 103–142
- Théodore Pavie (préf. Julienne Salvat), Une chasse aux nègres-marrons, suivie de l'Île Bourbon, Saint-Denis, éd. UDIR, juillet 1996, 101 p. (ISBN 2-87863-012-2)